# Championnats du monde de cyclisme sur piste 1903
Navigation
Rome et Berlin 1902 Londres 1904

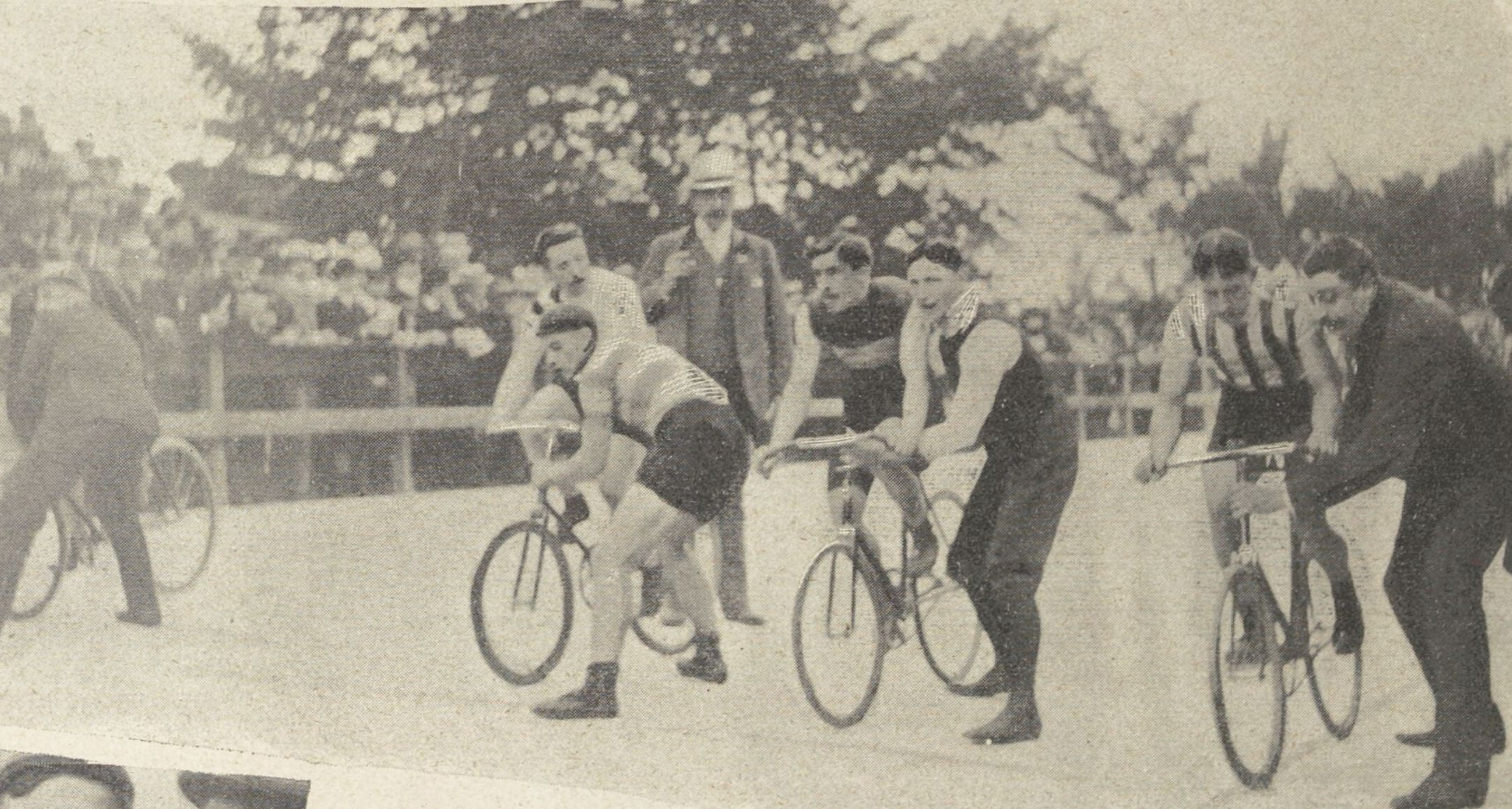
Le départ du championnat du monde de demi-fond professionnel. De gauche à droite : Thaddäus Robl, Alfred Görnemann et Piet Dickentman.

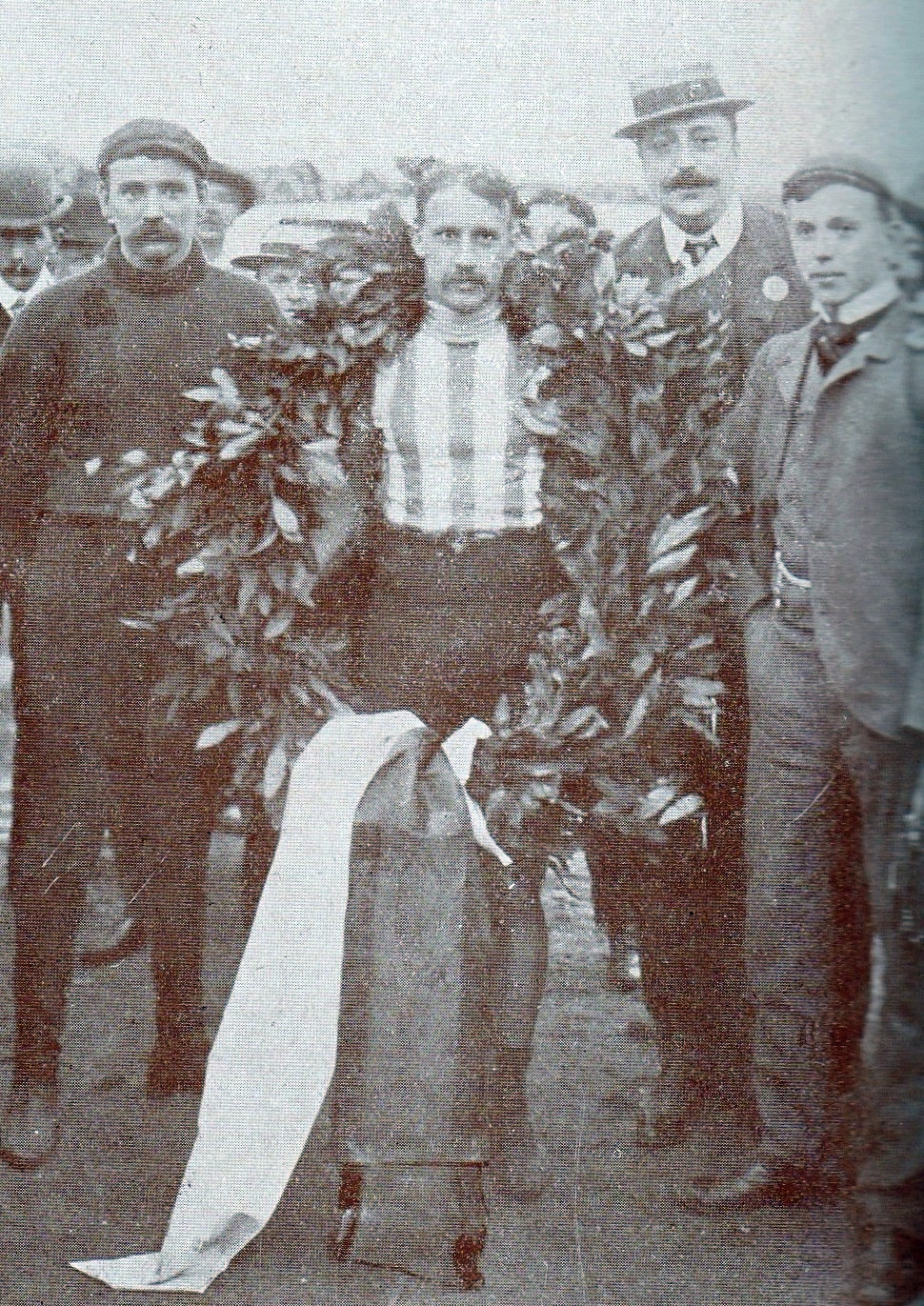
Piet Dickentman devient champion du monde de demi-fond professionnel.

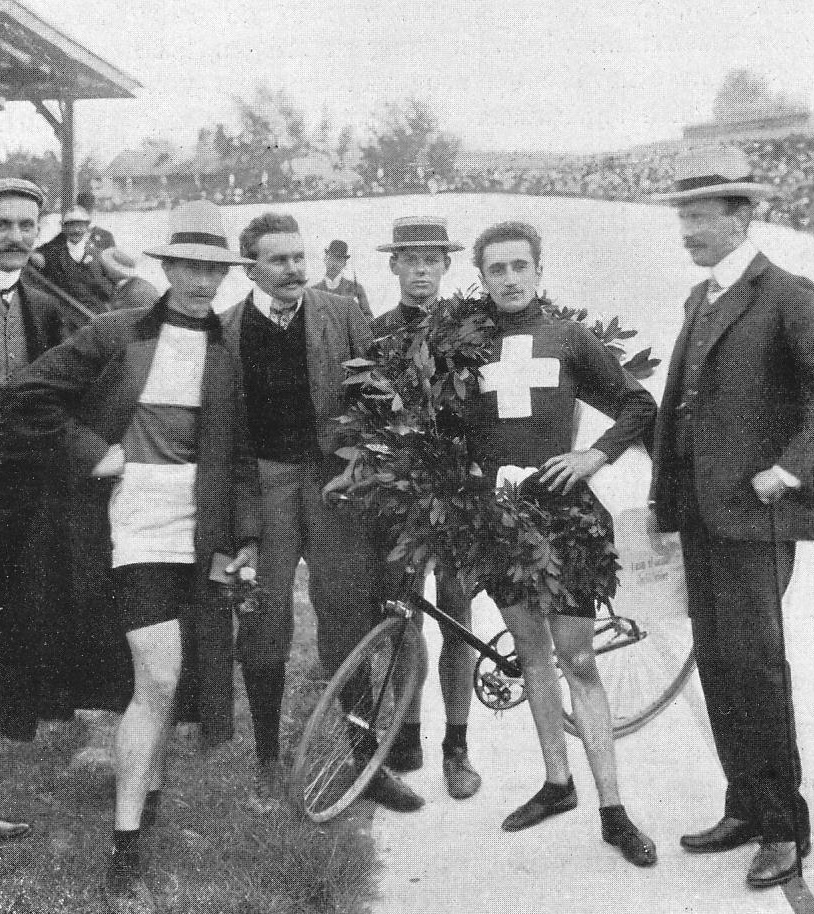
Edmond Audemars devient champion du monde de demi-fond amateur.

Les Championnats du monde de cyclisme sur piste 1903 ont eu lieu du 16 au 22 août à Copenhague au Danemark. Les épreuves se sont déroulées au vélodrome d'Ordrup dans la banlieue nord de Copenhague.

## Résultats

### Podiums professionnels
| Compétition | Or                          | Argent                        | Bronze                           |
| ----------- | --------------------------- | ----------------------------- | -------------------------------- |
| Vitesse     | Thorvald Ellegaard Danemark | Willy Arend Empire allemand   | Harrie Meyers Pays-Bas           |
| Demi-fond   | Piet Dickentman Pays-Bas    | Thaddäus Robl Empire allemand | Alfred Görnemann Empire allemand |

### Podiums amateurs
| Compétition | Or                             | Argent                              | Bronze                          |
| ----------- | ------------------------------ | ----------------------------------- | ------------------------------- |
| Vitesse     | Arthur L. Reed Grande-Bretagne | Jimmy Benyon Grande-Bretagne        | Carl Hellemann Danemark         |
| Demi-fond   | Edmond Audemars Suisse         | Vittorio Carlevaro Royaume d'Italie | Reinhold Herzog Empire allemand |

Reed est déclassé après la demi-finale, courue 3 fois; l'allemand Engelmann gagne la finale devant Benyon mais le résultat est annulée et remplacée par un simple match Reed vs. Benyon remporté par Reed, le 26 septembre à Caning Town près de Londres.

## Tableau des médailles
| Rang  | Nation      | Or | Argent | Bronze | Total |
| ----- | ----------- | -- | ------ | ------ | ----- |
| 1     | Royaume-Uni | 1  | 1      | 0      | 2     |
| 2     | Danemark    | 1  | 0      | 1      | 2     |
| -     | Pays-Bas    | 1  | 0      | 1      | 2     |
| 4     | Suisse      | 1  | 0      | 0      | 1     |
| 5     | Allemagne   | 0  | 2      | 2      | 4     |
| -     | Italie      | 0  | 1      | 0      | 1     |
| Total | Total       | 4  | 4      | 4      | 12    |